# Ulee Reuleung
Ulee Reuleung is een bestuurslaag in het regentschap Aceh Utara van de provincie Atjeh, Indonesië. Ulee Reuleung telt 1104 inwoners (volkstelling 2010).